# Victor Kalachnikov
Victor Mikhaïlovitch Kalachnikov ( russe : Ви́ктор Миха́йлович Кала́шников  ; 16 juillet 1942 - 27 mars 2018) fut un concepteur d'armes légères russe connu pour avoir développé la mitraillette PP-19 Bizon.